# Clitorofalo

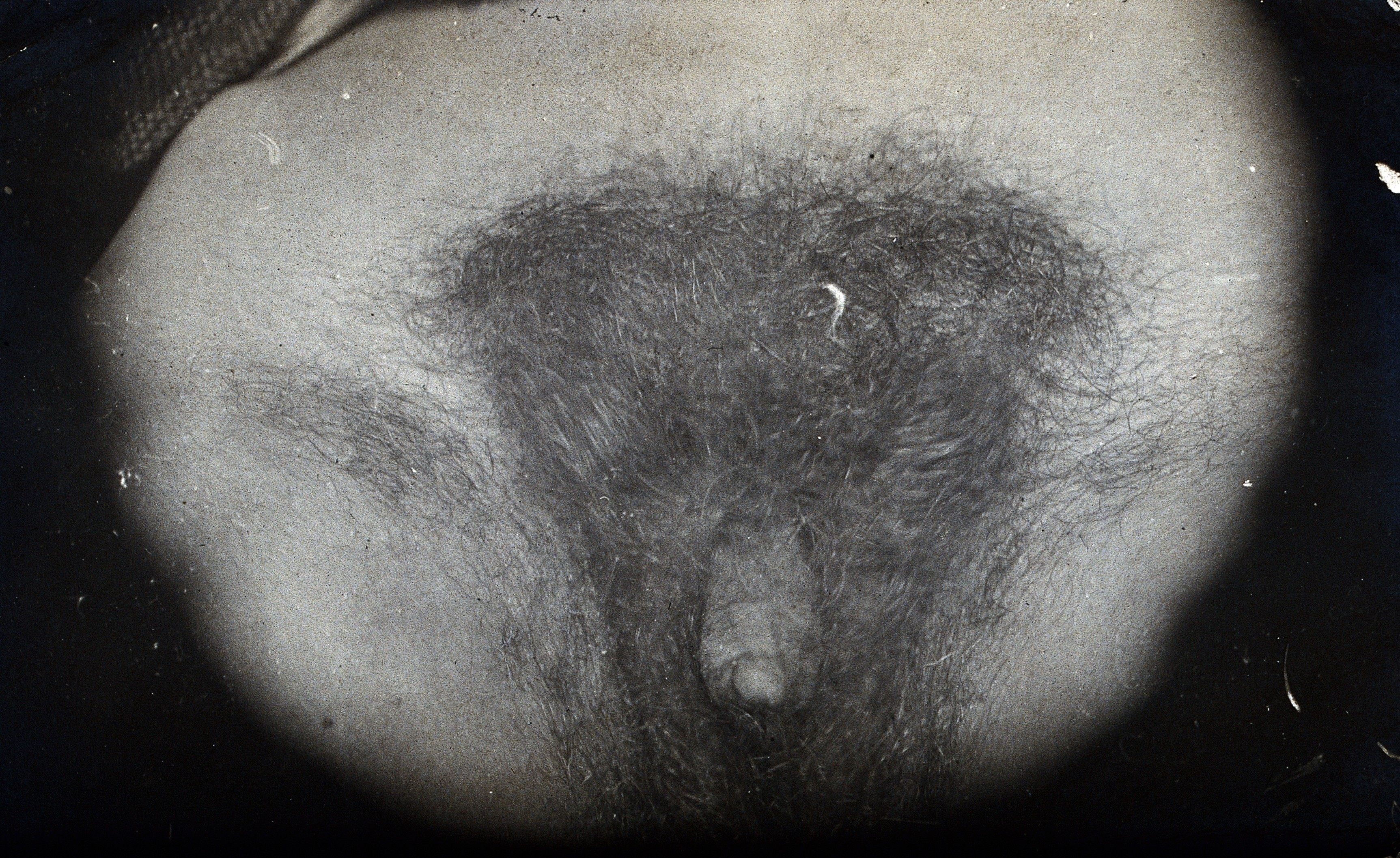
Clitorofalo de una persona intersexual.

Clitorofalo es un término utilizado para referirse al pene o clítoris. Se utiliza típicamente cuando el clítoris es de un tamaño que no deja claro si se trata de un pene o un clítoris, es decir, se trata de un genital ambiguo. A menudo es una cuestión de tamaño lo que lleva a la gente a diferenciarlo entre un pene o un clítoris, aunque la ubicación del meato uretral también se puede utilizar para diferenciarlo.
Durante el desarrollo sexual de un embrión, el clitorofalo suele denominarse "tubérculo genital". Las etapas de desarrollo entre los embriones masculinos y femeninos son idénticas hasta aproximadamente la novena semana después de la fertilización, por lo que el clitorofalo no puede diferenciarse aún. También es probable que varíe la posición de la uretra (véase hipospadias y epispadias). Esto puede ocurrir en el caso de una persona intersexual, lo que también se conoce como "desarrollo sexual diferente" o "DSD". El término también puede usarse para referirse al falo de una persona trans, y no se limita a los humanos. En ciertos contextos, el término puede aparecer como "clitorofálico".
Los términos "clitoropene" o "clitoropenil" también se han utilizado con los mismos fines.